# بي بي أرضروم سبور
بي بي أرضروم سبور هو نادي كرة قدم تركي محترف يقع في أرضروم ويلعب في الدوري التركي الممتاز. تأسس النادي في عام 2010. ويرتدي زي باللون الازرق والابيض.

## الملعب
منذ عام 2010 ، يلعب النادي مبارياته على أرضه على ملعب كاظم كارابكر.  تم افتتاح الملعب في عام 1968، وتم تجديده في عام 2010.